# Вендт, Альберт
Альберт Вендт (англ. Albert Wendt, 27 октября 1939, Апиа) — новозеландский поэт, прозаик, художник, родился на Самоа, пишет на английском языке.

## Биография
Предки — выходцы из Германии. Окончил Университет Виктории в Веллингтоне, где изучал историю, его магистерская диссертацию была посвящена антиколониальному движению мау-мау. В 1965 году вернулся на Самоа, преподавал в Самоанском колледже. В 1974 году переехал на Фиджи, преподавал в Южнотихоокеанском университете. С 1988 года преподавал в Оклендском университете новозеландскую и полинезийскую словесность, литературное мастерство (в 2006 году вышел в отставку). В 1999 году был приглашённым профессором в Гавайском университете. Издал несколько антологий южнотихоокеанской поэзии и прозы. Нередко сам иллюстрировал свои книги.

## Произведения
- Comes the Revolution (1972)
- The Contract (1972)
- Сыновьям предстоит вернуться домой/ Sons for the Return Home (1973, роман; экранизирован Полом Мондером в 1979, )
- Летучая лисица на дереве свободы/ Flying Fox in a Freedom Tree: And Other Stories (1974, новеллы; экранизированы в 1989 Мартином Сандерсоном)
- Pouliuli (1977, роман)
- Мертвые внутри нас/ Inside Us the Dead. Poems 1961 to 1974 (1976, стихотворения)
- Листья баньяна/ Leaves of the Banyan Tree (1979, New Zealand Wattie Book of the Year Award; фр. пер. 2008)
- Shaman of Visions (1984, стихотворения)
- Рождение и смерть чудо-человека/ The Birth and Death of the Miracle Man (1986, новеллы)
- Ola (1991, роман)
- Черная радуга/ Black Rainbow (1992, постмодернистский роман)
- Фотоснимки/ Photographs (1995, стихотворения)
- The Best of Albert Wendt’s Short Stories (1999, антология рассказов)
- Small Packages (2000, новеллы)
- Книга черной звезды/ The Book of the Black Star (2002, стихотворения)
- Поцелуй со вкусом манго/ The Mango’s Kiss (2003, роман, фр. пер. 2006)
- The Songmaker’s Chair (2004, драма)
- The Adventures of Vela (2009, роман)
- Предки/ Ancestry (2012, новеллы)

## Публикации на русском языке
- Рассказы о Самоа// Иностранная литература, 1978, № 10
- [Рассказы]// Новые рассказы Южных морей. М.: Прогресс, 1980

## Признание
Новозеландский Орден Заслуг (2001). New Zealand’s Senior Pacific Islands Artist’s Award (2003). Japan’s Nikkei Asia Prize for Culture (2004). Премия премьер-министра за достижения в литературе (2012). Орден Новой Зеландии (2013).
Почетный профессор Университета Бургундии в Дижоне (1993), почетный доктор Университета Виктории (2005), почётный доктор Гавайского университета (2009).
Вендту посвящён документальный фильм Ширли Хоррокс Новая Океания (2005, ).